# 2001年10月中国大陆

## 10月19日
- 中共中央总书记、中国国家主席江泽民在上海与美国总统布什举行会谈。双方决定建立中美建设性合作关系[1]。

## 10月21日
- 亚太经合组织第九次领导人非正式会议在上海召开。中共中央总书记江泽民讲话指出，只有使国际社会的广大成员都受益，经济全球化才能顺利地推进，世界经济才能持续稳定地发展[2][3]。与会各国领导人一致谴责9月11日在美国发生的恐怖袭击事件，并发表《亚太经合组织领导人反恐声明》[4][5]。

## 10月27日
- 第九届全国人大常委会第二十四次会议通过修订的《中华人民共和国工会法》[6]。

## 10月31日
- 国务院第46次常务会议通过《中华人民共和国反倾销条例》，2001年11月26日中华人民共和国国务院总理朱镕基签署328号国务院令公布，2002年1月1日实施[7]
- 国务院第46次常务会议通过《中华人民共和国反补贴条例》，2001年11月26日中华人民共和国国务院总理朱镕基签署329号国务院令公布，2002年1月1日实施[8]。
- 国务院第46次常务会议通过《中华人民共和国保障措施条例》，2001年11月26日中华人民共和国国务院总理朱镕基签署330号国务院令公布，2002年1月1日实施[9]。
- 国务院第46次常务会议通过《中华人民共和国技术进出口管理条例》，2001年12月10日中华人民共和国国务院总理朱镕基签署331号国务院令公布，2002年1月1日实施[10]。
- 国务院第46次常务会议通过《中华人民共和国货物进出口管理条例》，2001年12月10日中华人民共和国国务院总理朱镕基签署332号国务院令公布，2002年1月1日实施[11]。